# José Acúrsio das Neves
José Acúrsio das Neves (né à Fajão le 14 décembre 1766 — décédé à Sarzedo le 6 mai 1834) est un homme politique, un magistrat et un historien portugais, pionnier des études sur l'économie portugaise. D'idéologie conservatrice, il soutient avec force le miguelisme et s'oppose aux idées libérales lors des Cortes de 1828. Il est élu membre de l'Académie des Sciences portugaises en 1810.